# Polcevera
O Polcevera é, com 19 km de comprimento, o segundo maior curso de água de Génova (e o primeiro por sua bacia hidrográfica), somente atrás do rio Bisagno. Cruza em sentido longitudinal a província de Génova, na região de Liguria, dando nome ao vale no que se assenta.

## Curso
O Polcevera nasce cerca do monte Leco (altitude de 1072 m) com o nome do Rio Verde. Toma o nome de Polcevera quando atinge Pontedecimo, distrito norte de Génova, depois da confluência com o Riccò. Desemboca no golfo de Génova, entre os bairros de Sampierdarena e Cornigliano.
Entre seus outros afluentes estão o Secca e os rios Goresina, Torbella, Burba, Trasta  e Pianego.

## História
O rio Polcevera costuma estar seco, mas é capaz de provocar fenómenos aluviais desastrosos em casos de enchentes (como ocorreu o 8 de outubro de 1970 e ainda em várias outras ocasiões.